# Digitalis isabelliana
Digital de Gran Canaria (Digitalis isabelliana) es una especie de Digitalis endémica exclusivamente de la isla de Gran Canaria.

## Descripción
Esta especie se diferencia del resto de especies del género por la morfología de sus hojas, que son estrechamente lanceoladas, más o menos glabras por el envés y por las flores, con corola de color rojizo oscuro, dispuestas en inflorescencias densas. Se conoce popularmente como "crestagallo de pinar".

## Ecología
Es una especie vegetal endémica de Gran Canaria, muy rara con escasas poblaciones aisladas y dispersas por la zona central y noroccidental de Gran Canaria, su vulnerabilidad la hace estar incluida en el Catálogo Nacional de Especies Amenazadas.
Se trata de una especie asociada al pinar canario, habitando entre los 600 y 1.600 m de altitud, más común en las vertientes sur, en suelos pedregosos y de escaso substrato. Esta especie está estrechamente relacionada con la fauna ornitológica de pequeño tamaño para su polinización y reproducción.

## Taxonomía
Etimología
Digitalis: nombre genérico del latín medieval digitalis = la "digital o dedalera"
isabelliana: epíteto que hace referencia a que esta especie está dedicada a la reina Isabel II de España.